# レーティッシュ鉄道BDe4/4 491形電車

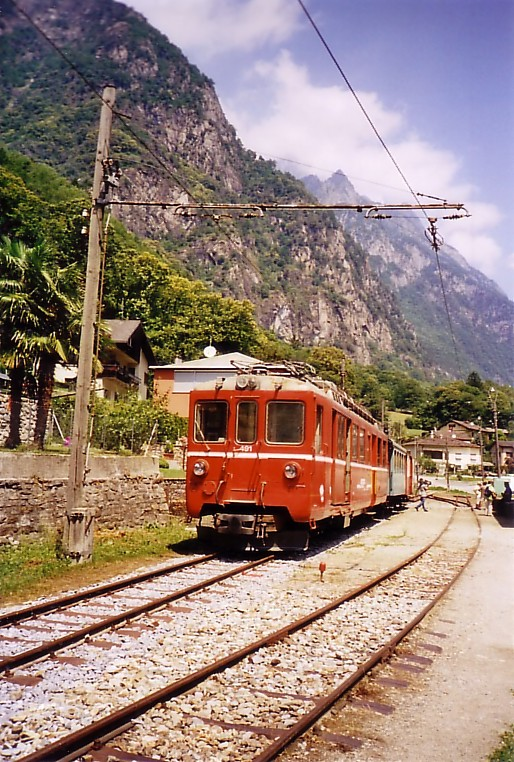
カーマ駅構内のBDe4/4 491

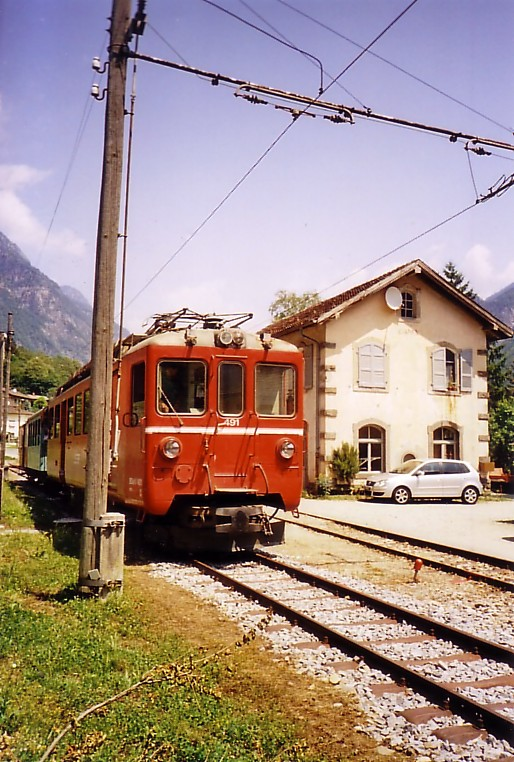
カーマ駅構内のBDe4/4 491

レーティッシュ鉄道BDe4/4 491形電車（レーティッシュてつどうBDe4/4 491がたでんしゃ）は、スイス最大の私鉄であるレーティッシュ鉄道（Rhätischen Bahn (RhB)）の路線であったベリンツォーナ・メソッコ線（Bellinzona-Mesocco）の山岳鉄道用電車である。

## 概要
ベリンツォーナ・メソッコ線は1960年代に至るまで開業以来のABDe4/4 451-455形電車で運行されていたが、本機は同線の近代化を図るためにBDe4/4 491形として1両が製造された、1957-58年製でクール・アローザ線用のABDe4/4 481II-486II形と同型の電車で、車体、機械部分、台車の製造をSWS、電機部分、主電動機の製造をBBCが担当し、価格は1両512,426スイス・フランである。抵抗制御により1時間定格出力600kW、牽引力75kNを発揮する汎用機で、ベリンツォーナ・メソッコ線の輸送量を考慮して1両のみの製造であったが、クール・アローザ線のABDe4/4 481II-486II形のうち、483II、484II号機を架線電圧直流2400V/1500V両用として、車両不足時には転用することとしていた。機番と製造年は下記のとおりである。
- 491 - 1958年

## 仕様

### 車体
- 車体は両運転台式の鋼製で正面は貫通扉付の3面折妻、側面は運転室の最前部の窓部分からわずかに絞られた形状となっている。客室は車体中央の4枚折戸、幅700mmの客扉のあるデッキ部分をはさんで後位側（メソッコ側）が2等室、前位側（ベリンツォーナ側）が荷物室で、ベリンツォーナ側の運転室後部に大形の荷物室扉が、デッキには長さ1560mmの大型トイレが設置されている。
- デッキ部の床面はレール面上1000mmで、ホームからはステップ2段を経由して乗車するほか、客室の床面がレール面上1120mmとなっており、デッキからはスロープを経由して入室する。
- クール・アローザ線用のABDe4/4 481II-486II形とは車体形状はほぼ同一であるが、ABDe4/4 481II-486II形では荷物室扉と客扉の間に面積3.5m2の荷物室と座席定員24名の2等室が設置されていたものが、本機ではこの部分が全て荷室面積11.0m2の荷物室となり、ABDe4/4 481II-486II形では1等室であった部分を2等室としており、そのため2等室でありながらシートピッチは1等室クラスとなっている。また、荷物室扉もABDe4/4 481II-486II形より拡大されており、その分窓が1箇所少なくなっている。
- 2等室は2等室は長さ3830mmで、2+2列の4人掛け、シートピッチ1915mmの簡単なヘッドレストつき固定式クロスシートが2ボックス設置されており、座席定員は16名となっているが、デッキにも4名分の補助席が設置されている。また、客室窓は幅1400mm、高さ950mmの大型の下降窓である。
- 荷物室は長さ6990mmで、中央部に幅1500mmの荷物扉が、その前位側に機械室と荷棚が設置されており、荷物室窓は幅1200mm、高さ950mmの保護棒付き固定窓となっている。
- 運転室は長さ1300mmで、スイスやドイツで一般的な円形のハンドル式のマスターコントローラーが設置され、助手席側には手ブレーキのハンドルがあるほか、運転室横の窓は下降式で、反運転台側には電動式のバックミラーが設置されている。
- 正面は貫通扉付の3枚窓のスタイルで、下部左右の2箇所に大形の丸型前照灯、貫通扉上部に小形の丸形前照灯と標識灯のユニットが設置されている。また、重連や制御客車からの制御が考慮されていないため、正面の電気連結線・栓類は準備工事となっており、ブレーキ用の空気管のみが設置されている。連結器は台車取付のねじ式連結器で緩衝器が中央、フック・リングがその左右にあるタイプで、先頭部に大型のスノープラウが設置されている。
- 塗装
  - 製造時は、車体は赤をベースに窓下に金色の細帯が入り、側面中央には"RhB"のレタリングが、正面貫通扉には機番が入るものである。また、屋根および屋根上機器が銀色、床下機器と台車はダークグレーであった。
  - その後窓下の帯が白となり、側面中央にはRhBのロゴが入るようになった。

### 走行機器
- 制御方式は電磁接触器を使用した抵抗制御で、機器類はABDe4/4 481II-486II形と同一のものを使用し、回路構成は直流2400V/1500V両用の483II、484II号機の1500Vモードと同一としている。また、ブレーキ時には回生ブレーキもしくは発電ブレーキを使用する方式を採用しており、発電ブレーキは屋根上に搭載したブレーキ抵抗器でブレーキ力を発生させる。
- ブレーキ装置は主制御器による回生・発電ブレーキのほか空気ブレーキ、台車中央下部の電磁吸着ブレーキ、手ブレーキを装備するが、ベリンツォーナ・メソッコ線では貨車などの列車用も空気ブレーキであるため、レーティッシュ鉄道の他の車両と異なり真空ブレーキ装置は装備していない。
- 主電動機は1時間定格出力150kW、連続定格出力113kWのBBC製Typ GDTM 182a4直流直巻整流子電動機 を4台搭載し、最大牽引力88kN、1時間定格牽引力75kNの性能を発揮する。冷却は自己通風式であるが、冷却風は屋根肩部の吸気口から吸入する。なお、本機では1台車の2台の主電動機を並列に接続して2S2Pの直並列16段、4Pの並列12段、弱界磁2段の制御を行うが、ABDe4/4 481II-486II形の2400Vモードでは1台車の2台の主電動機を直列に接続して4Sの直列16段、2S2Pの直並列12段、弱界磁2段の制御を行う。
- 台車は軸距2550mm、車輪径920mmの鋼板溶接組立式台車で、台車中心が車体中央側に25mmずれた偏心台車となっているほか、軸箱支持方式は円筒案内式、枕ばねは重ね板ばね、軸ばねはコイルばねとしている。主電動機はノーズサスペションの吊掛式に装荷されて動輪に伝達される方式となっており、大歯車の内輪と外輪の間にゴムブロックを入れて緩衝機構としている。なお、減速比は1:4.83で、台車には砂箱が設置されている。
- そのほか、パンタグラフは菱形のものを1台、補助電源装置は床下に三相300V出力の、機械室内に直流36V出力の電動発電機を1台ずつ、床下にロータリー式電動空気圧縮機などを装備する。

### 主要諸元
- 軌間：1000mm
- 電気方式：DC1500V架空線式
- 最大寸法：全長17770mm、全幅2650mm、屋根高3470mm
- 軸距：2550mm
- 台車中心間距離：11350mm
- 動輪径：920mm
- 自重：41.0t
- 2等室座席定員：16名
- 荷重：5.0t
- 走行装置
  - 主制御装置：電磁接触器式抵抗制御
  - 主電動機：Type GDTM 182a4直流直巻整流子電動機×4台（8極、連続定格[4]出力：113kW、1時間定格[5]出力：150kW、最大電流220A）
  - 減速比：4.83
- 牽引力：75kN（1時間定格、33km/h）、88kN（最大）
- ブレーキ装置：回生ブレーキ、発電ブレーキ、空気ブレーキ、手ブレーキ

## 運行

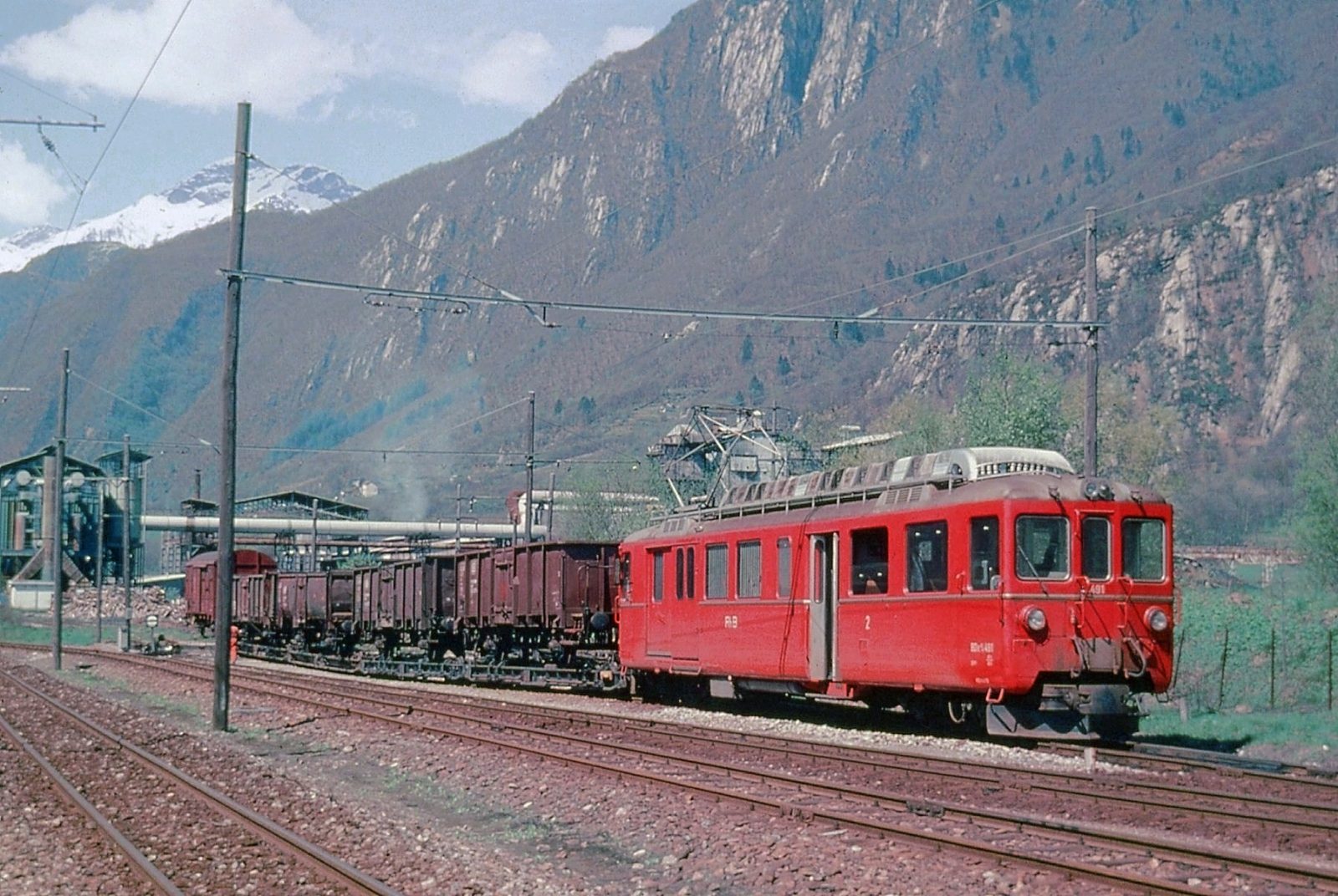
ロールワーゲンに積載した標準軌貨車からなる貨物列車を牽引するBDe4/4 491号機、1972年

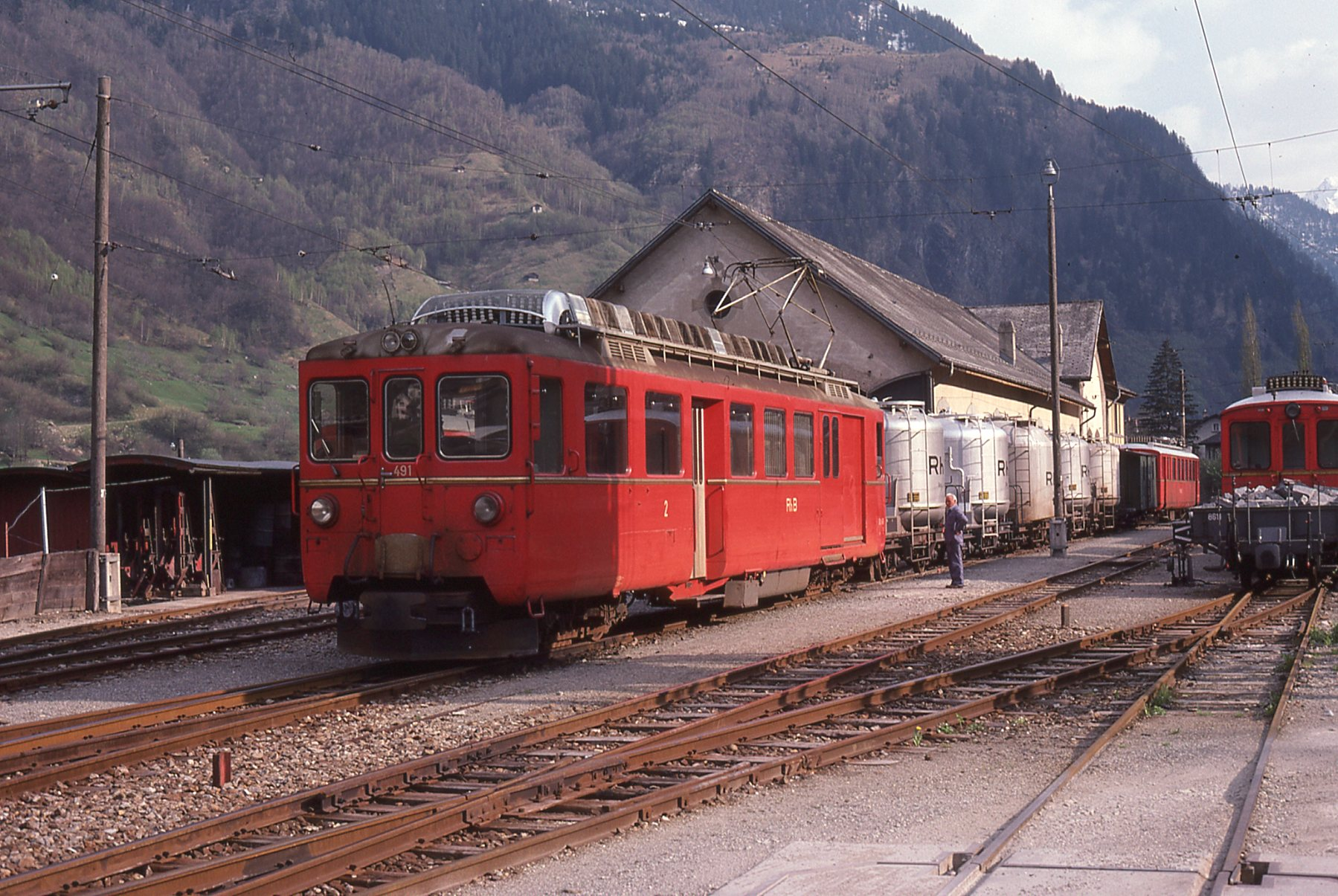
メソッコ駅で貨物列車を入換するBDe4/4 491号機、1972年

- レーティッシュ鉄道のDC1500V区間であるベリンツォーナ・メソッコ線のベリンツォーナからメソッコ間で使用されていたが、この線は全長31.3km、最急勾配60パーミル、最急曲線半径80m、最高高度769m、高度差539mの山岳路線である。
- ベリンツォーナ・メソッコ線は旅客輸送量が少ないため、本機も座席定員が16名と少数であったが、1972年には旅客輸送が廃止されており、旅客列車廃止直前の1971年冬ダイヤではベリンツォーナ-メソッコ間12往復（うち1往復および下り3本は日曜、祝日およびその前日等曜日によって運休）、グロノ - ベリンツォーナ間1往復の旅客列車が設定されていた。。
- 1978年8月以降はカスティオーネからカーマ間で貨物列車が運行されるのみとなり、本機とアッペンツェル鉄道[6]から借用・購入したABe4/4 41-42形[7]と共に主に標準軌貨車積載車を牽引しており、1995年時点では、本機とABe4/4 42号機のほかLck 7821-7826形運材車とUa 8331-8342形標準軌車両積載車のうちUa 8336-8339号車の計10両の貨車、事業用車としてX 9056号車、Xk 8618形除雪車、無蓋車のXk 8609号車およびKkl 7027号車が使用されていた。
- 1964年および1965-1967年にはクール・アローザ線のABDe4/4 481II-486II形483II号機がベリンツォーナ・メソッコ線に転用されて使用されていた。
- ベリンツォーナ・メソッコ線では1995年以降になるとSEFT[8]が運営するメソルチーナ鉄道[9]として観光列車が運行されるようになったが、本機もこれに使用されている。

## 廃車・譲渡
- 2003年12月31日にはカスティオーネ - カーマ間と所属車両がメソルチーナ鉄道に譲渡されたが、本機も同時に譲渡されてレーティッシュ鉄道時代の姿のままBDe4/4 6号機として使用されている。